# Хуан Фернандес де Эредиа
Хуан Фернандес де Эредиа (Juan Fernández de Heredia) (1320—1396) — 31-й великий магистр ордена госпитальеров с 24 сентября 1377 года.
Родился в Мунебреге, королевство Арагон, провинция Сарагоса. Представитель знатного, но обедневшего дворянского рода. Дважды овдовел, и после этого ещё в молодом возрасте вступил в орден госпитальеров, оставив детей под опекой брата. Пользовался покровительством арагонского короля Педро IV и папы Иннокентия VI.
В 1346 году участвовал в битве при Креси на стороне французского короля Филиппа.
Приор Кастилии и Леона (1355—1367), также приор Сен-Жиля (1357—1367). С 1372 г. приор Каталонии.
В 1376 году командовал флотом, доставившим папу Григория XI из Авиньона в Рим.
С 24 сентября 1377 года гроссмейстер ордена госпитальеров (сменил на этом посту Робера де Жюльяка). В том же году отбыл на остров Родос — владение ордена. По пути присоединился к венецианскому флоту и принял участие в отвоевании у турок города Патрас. Затем направился к Коринфу и попал в засаду: его взяли в плен деспот Арты Гин Буа Шпата. Был продан османским туркам, в начале 1379 года освободился за выкуп после долгих переговоров.
В 1387 году с согласия авиньонского антипапы Климента VII за 20 тысяч золотых флоринов выкупил у Марии де Блуа и её сына Людовика II Неаполитанского права на княжество Ахайя в Южной Греции. Однако закрепиться там ордену не удалось: власть захватили наваррские наёмники.
В апреле 1383 года римский папа Урбан VI назначил приора Капуи Рикардо Караччоло антигроссмейстером ордена госпитальеров. Но его власть признали только приорства Англии и Италии.
Хуан Фернандес де Эредиа был инициатором первого перевода с греческого «Жизнеописаний» Плутарха и других античных книг, не известных тогда на Западе. Собрал в Греции большую библиотеку, которую затем перевёз в Авиньон.
Умер в начале марта 1396 года.